# Prženje
Ako namirnicu kuhamo u vrućoj masnoći tj. stavimo je u toliko vruće masnoće da namirnica u njoj pliva, onda se taj proces zove prženje. 

## Način prženja
Pržiti se mogu jednostavna jela: meso, ribe i povrće, ali mogo se prže i druga jela što su obično razne tjestenine ili dodaci mesu. Za prženje se može upotrijebiti ulje, mast i maslac, što se jednim imenom zove friture. Maslac je za tu svrhu najmanje pogodan, jer ne dosegne dovoljnu temperaturu. Kad je maslac jako vruć ima 132°C, jako vruća mast 200°C, a jako vruće ulje 300°C. Maslac se kao fritura ne upotrebljava jer sadrži mnogo vode dok se mast može upotrijebiti kod većih komada, a ulje kod sitnih komada, koji trebaju najjaču temperaturu.
Ulje najbolje podnosi vrućinu, pa se najdulje može i upotrebljavati. Obično ima dvije vrste fritire, jedna, koja je već bila upotrebljena za prženje, a poslužiti može za prženje riba, a druga svježe, koja se upotrebljava za sva ostala jela. Da se fritire što dulje mogu upotrebljavati, treba paziti da se nikad previše ne zagrijavaju jer inače pocrne i ne mogu se više upotrijebiti. Za prženje nam je potrebna jako vruća mast ili ulje, a to se poznaje po tome, što se iz masnoće, odnosno ulja dižu slabe pare. Fritira je vruća, ako ploškica sirovog krumpira pomalo cvrči. U masnoću se može staviti i malo tijesta, pa ako se ono odmah digne na površinu, znak je da je masnoća dobra za prženje.
Namirnice se obično prije prženja umotaju u brašno, jaje i mrvice, pa se to stručno naziva paniranje. Pržiti se mogu panirane namirnice, razne tjestenine, namirnice umočene u tekuće tijesto. Neka se jela prže otkrivena, a kod nekih je potrebno da se u početku pokriju, a završe pržiti otkrivena.
Kod prženja je važno da su namirnice potpuno suhe i da se koristi dovoljno masti ili ulja da se održi potrebna toplina za prženje. Računati se mora i s time, da namirnice smanjuju temperaturu masnoće, stoga je potrebno da je početna temperatura masnoće uvijek veća. Osim toga, za vrijeme prženja treba nastojati da temperatura masnoće ne padne. Dakle pržiti treba naglo i u vrućoj masnoći, jer se inače namirnice "napiju" masnoće pa ne mogu biti ukusne, a ni dobre za jelo.